# Wharf Hotels
Wharf Hotels Management Limited — китайский гостиничный оператор, управляющий сетями люксовых отелей Marco Polo Hotels и Niccolo Hotels в Азиатско-Тихоокеанском регионе. Основан в июне 2017 года, штаб-квартира расположена в Гонконге, в комплексе Harbour City. Входит в состав многопрофильной группы The Wharf Holdings.

## История
В 1970 году The Wharf Holdings совместно с Hongkong Land открыли свою первую гостиницу — Hong Kong Hotel. В 1982 году в районе Чимсачёй была построена очередная фаза многофункционального делового комплекса Харбор-Сити, в составе которого открылся отель Marco Polo (сегодня известен как Gateway). В 1984 году в Харбор-Сити открылся отель Prince.
В 1986 году для управления своими активами в гостиничной сфере The Wharf Holdings создала компанию Marco Polo International. В 1989 году The Wharf купила гостиничную сеть Omni Hotels & Resorts со штаб-квартирой в Далласе, после чего гостиничное подразделение Marco Polo было переименовано в Omni Hotels Asia-Pacific. В 1996 году The Wharf продала сеть Omni, объединив гонконгские активы под началом Marco Polo Hotels Group. Позже гостиница Marco Polo была переименована в Gateway Hotel, а Hong Kong Hotel — в Marco Polo Hongkong. В 2015 году была основана сеть Niccolo Hotels. 
В июне 2017 года сети Niccolo Hotels и Marco Polo Hotels объединились под управлением компании Wharf Hotels Management Limited. Кроме того, в 2017 году в Гонконге на месте правительственного офисного здания открылся отель The Murray.

## Marco Polo
Компания Marco Polo Hotels основана в 1986 году. Отели сети расположены в городах Гонконг (Marco Polo Hongkong, Gateway Hotel и Prince Hotel), Фошань (Marco Polo Lingnan Tiandi), Сямынь (Marco Polo Xiamen), Цзиньцзян (Marco Polo Jinjiang), Ухань (Marco Polo Wuhan), Чанчжоу (Marco Polo Changzhou), Пекин (Marco Polo Parkside), Манила (Marco Polo Ortigas), Себу (Marco Polo Plaza) и Давао (Marco Polo Davao).

## Niccolo
Компания Niccolo Hotels основана в 2015 году. Отели сети расположены в городах Гонконг (The Murray Niccolo Hotel), Чанша (Niccolo Changsha), Чунцин (Niccolo Chongqing), Чэнду (Niccolo Chengdu) и Сучжоу (Niccolo Suzhou).

## Галерея

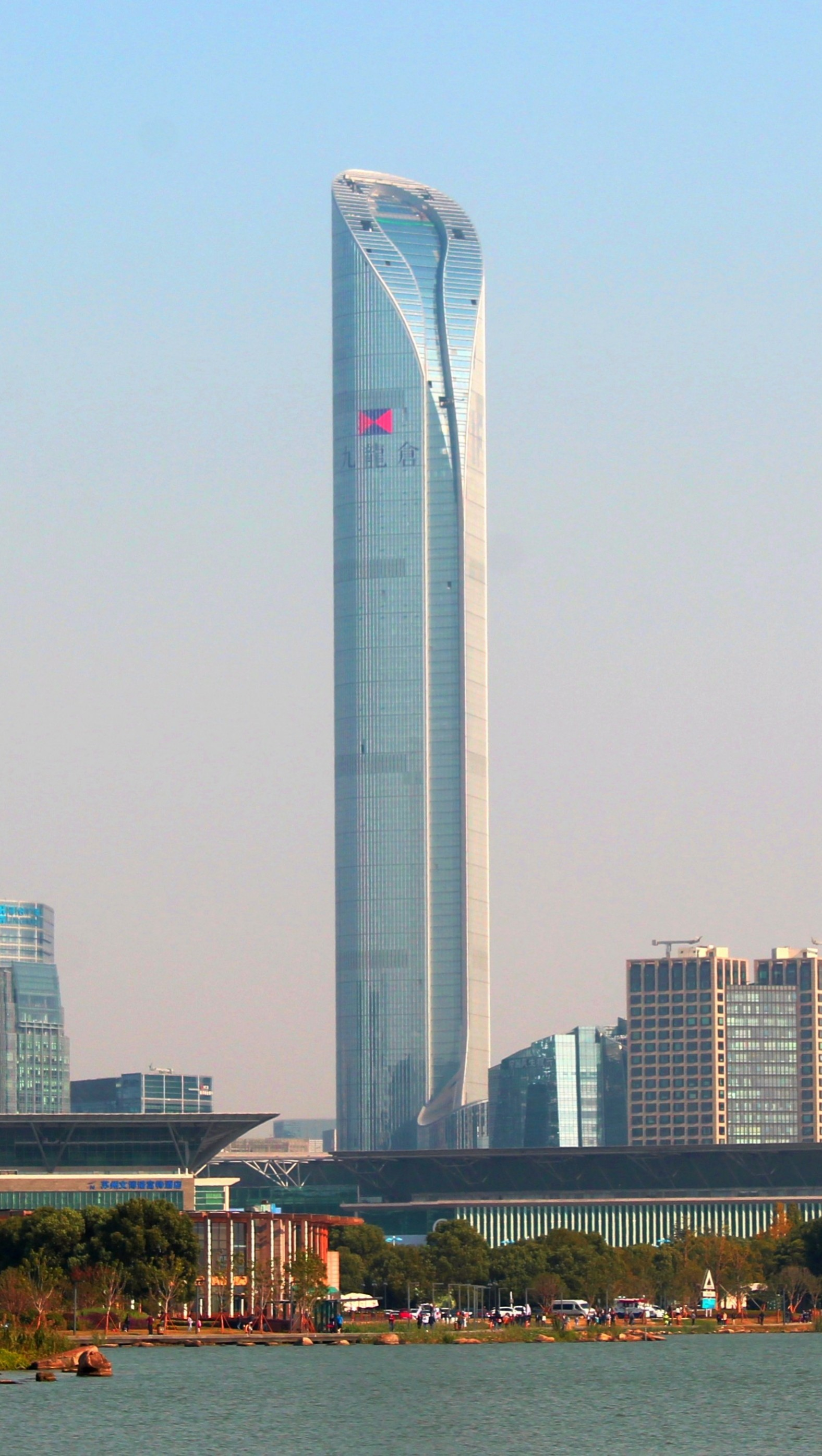
Niccolo Suzhou (Сучжоу)
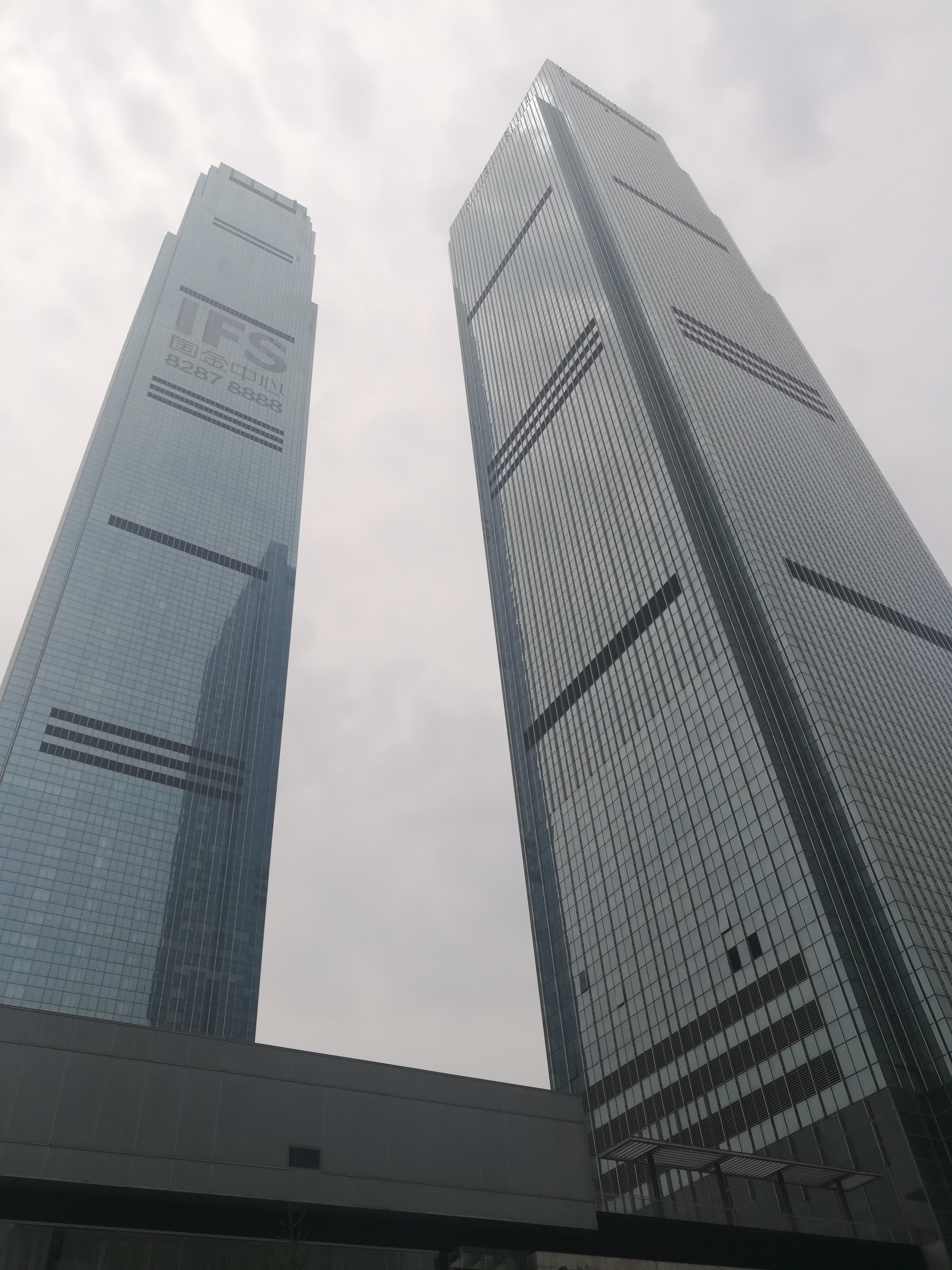
Niccolo Changsha (Чанша)
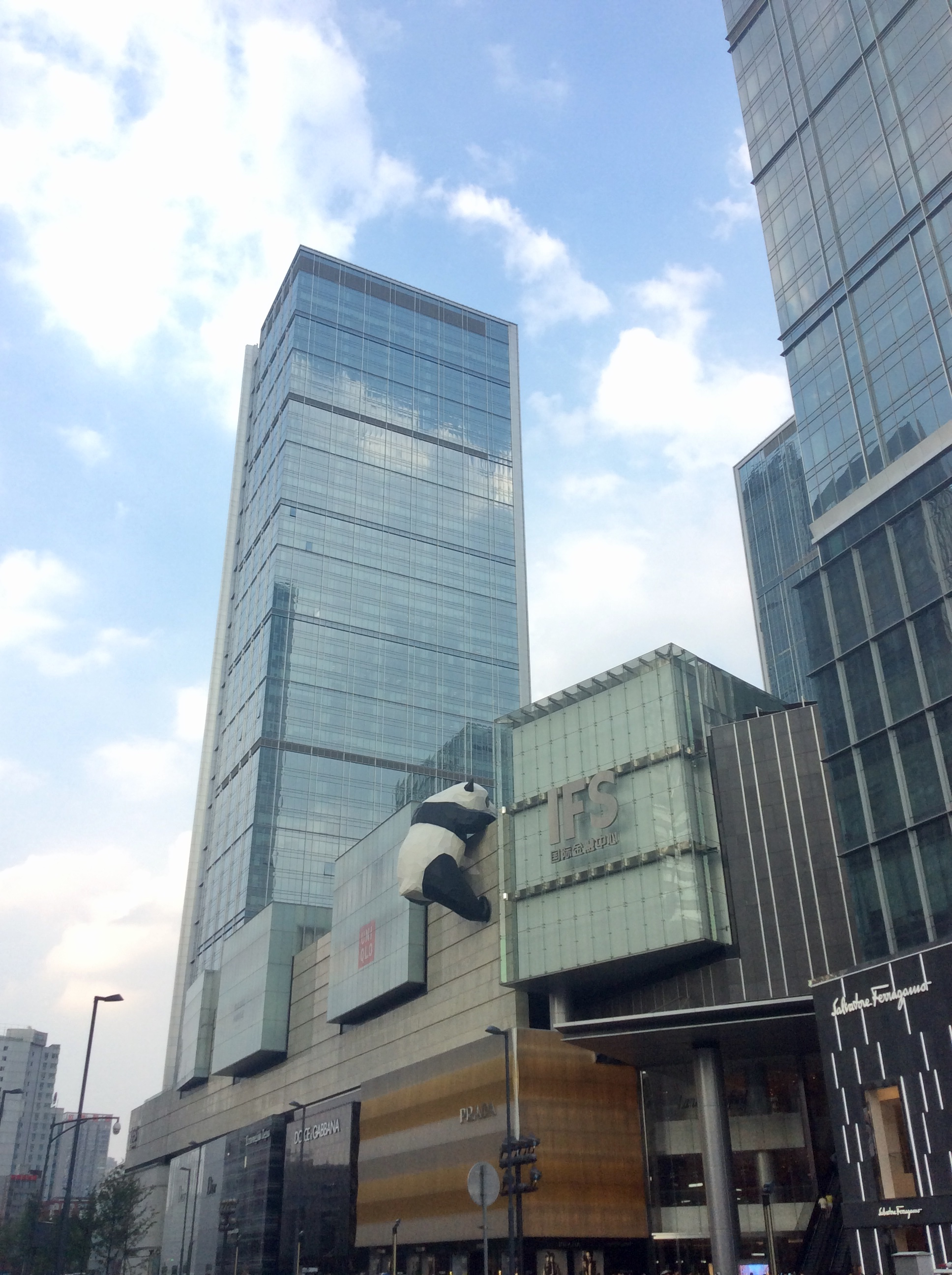
Niccolo Chengdu (Чэнду)

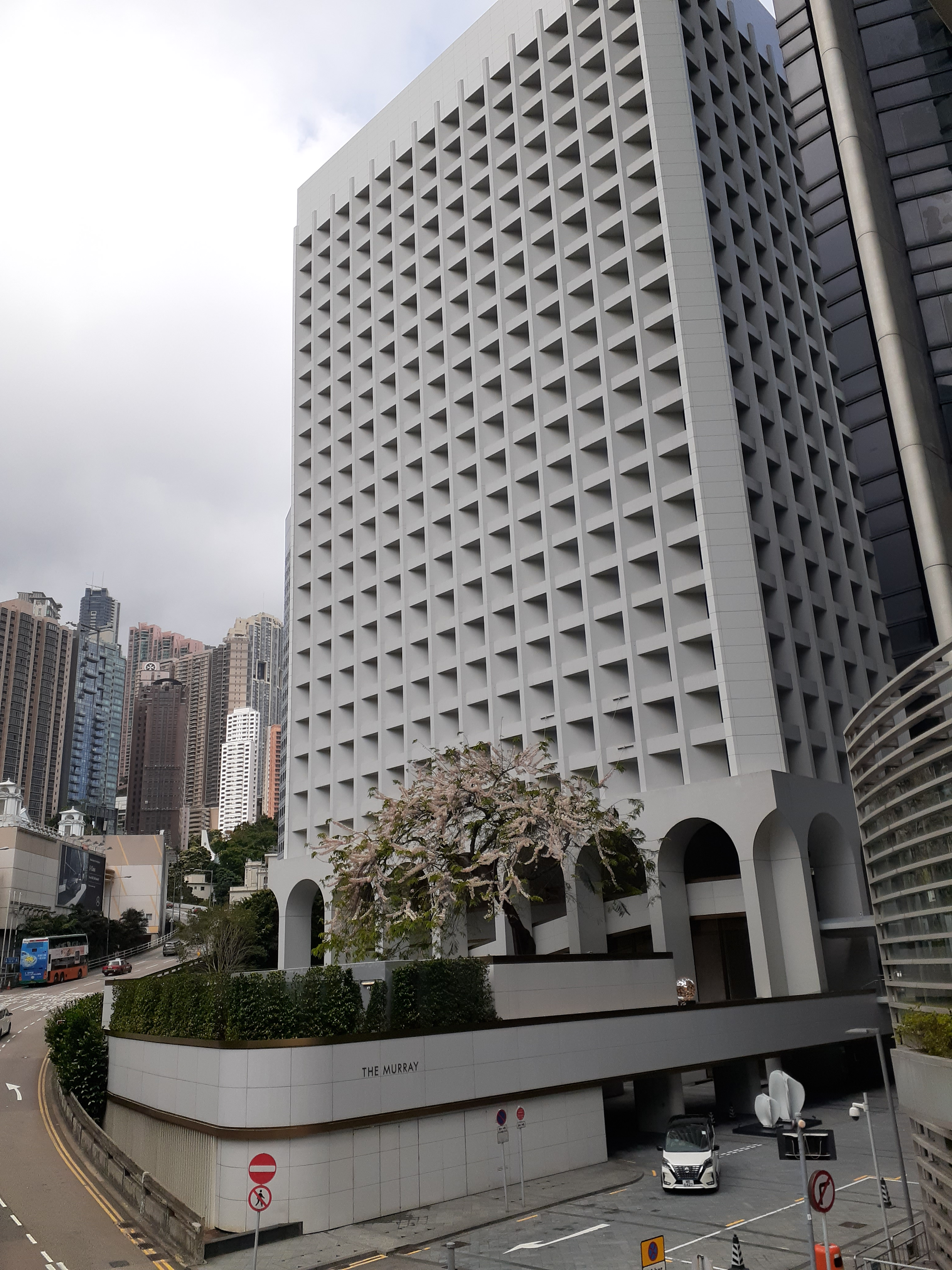
The Murray (Гонконг)
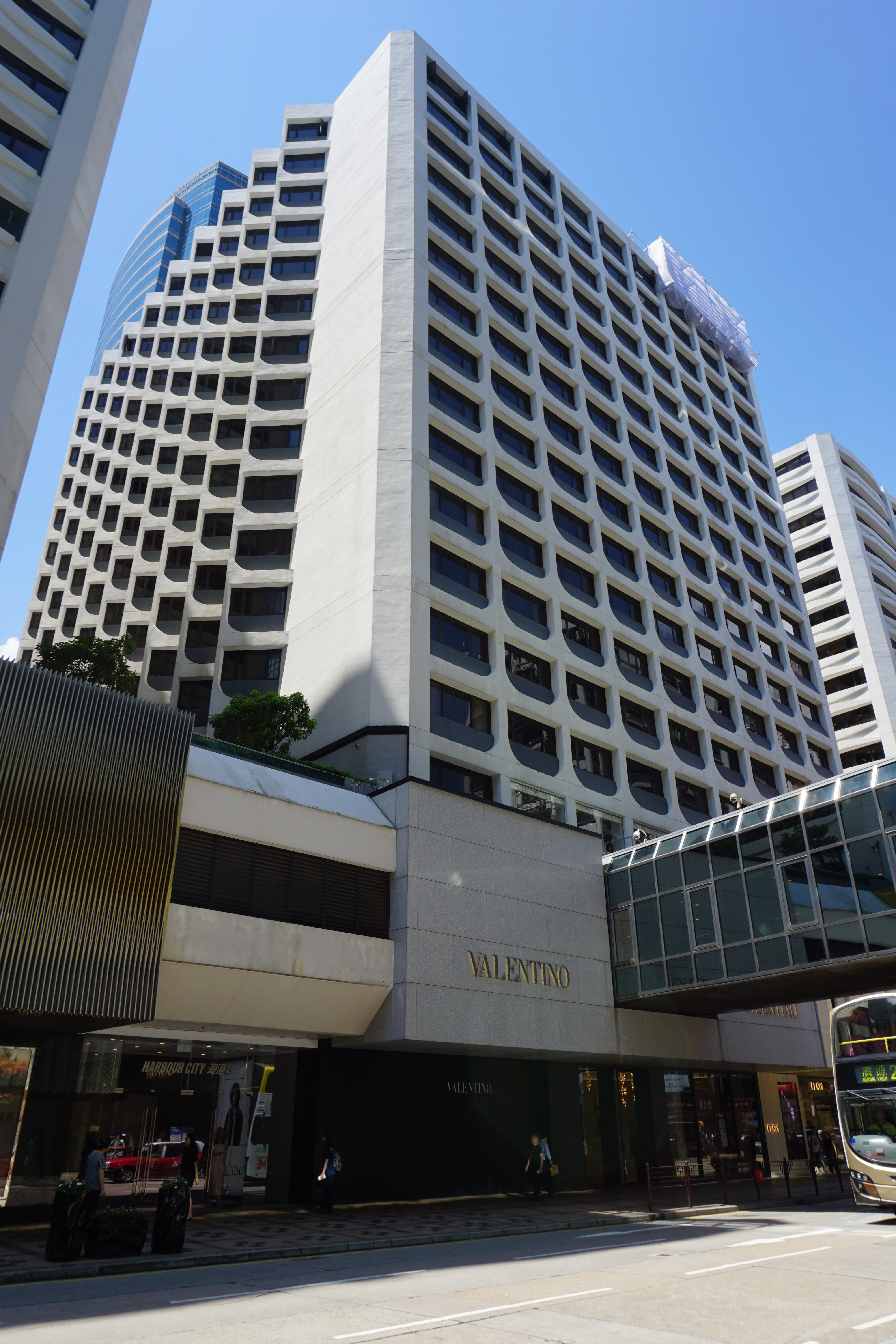
Gateway (Гонконг)
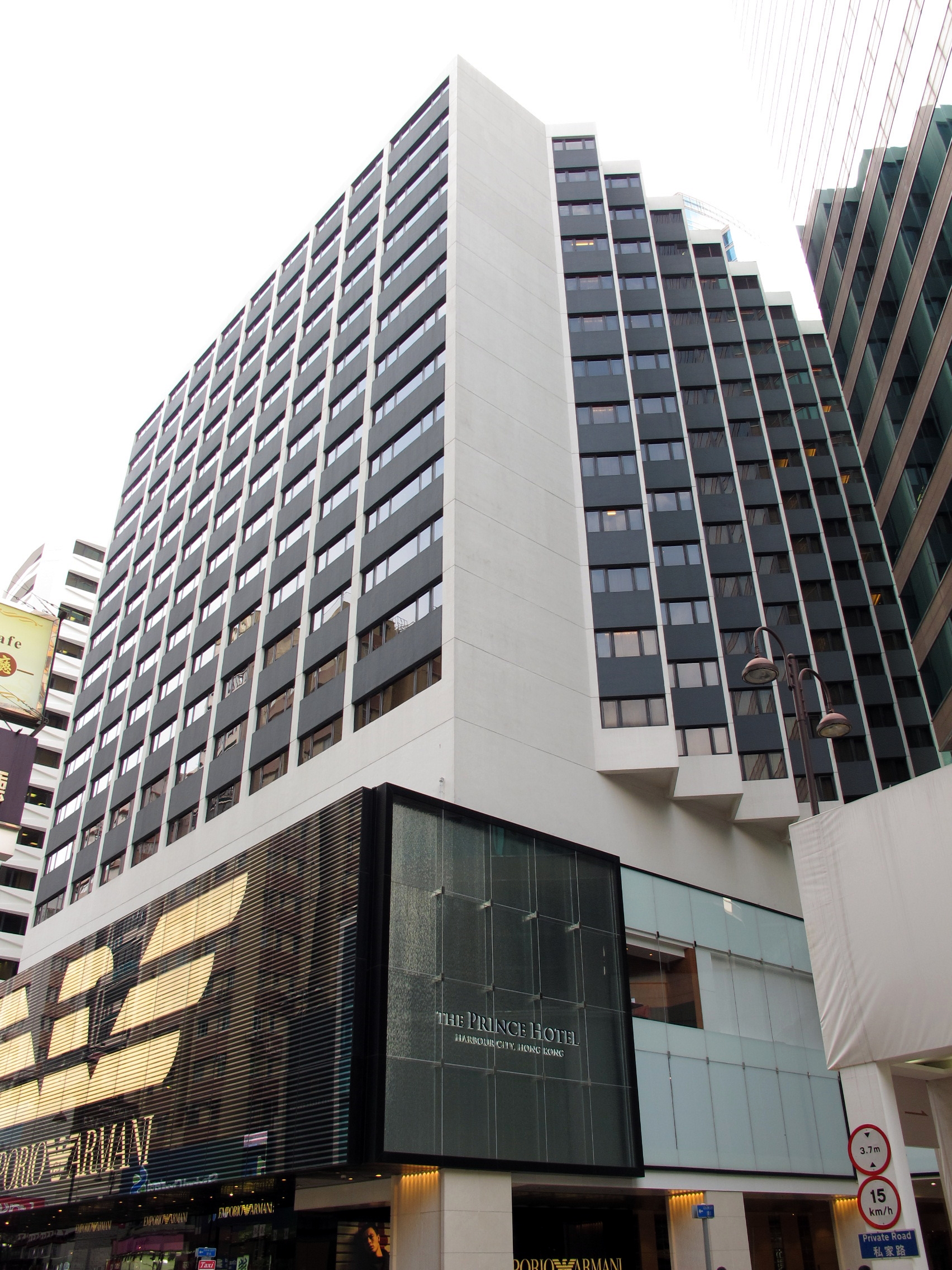
Prince (Гонконг)